# Parteòlla

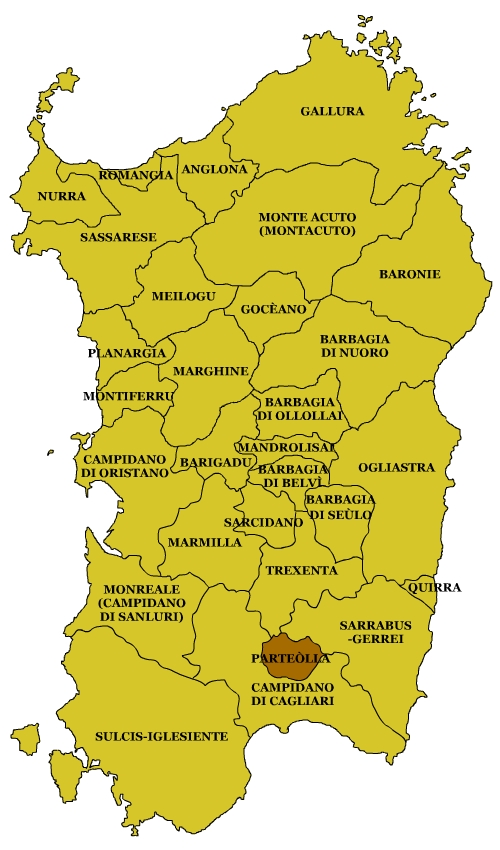
Parteòlla

La Parteòlla est une région historique du sud-est de la Sardaigne en Italie.
Son territoire correspond à celui de la curatoria de Dolia du judicat de Cagliari.
La Parteòlla est située au nord du Campidano et a pour chef-lieu Dolianova (autrefois, siège du diocèse).
Le nom Parteolla vient du fait que la Curatoria (ou partes) de Dolia était également appelée parte Olla.

## Sources
- (it) Cet article est partiellement ou en totalité issu de l’article de Wikipédia en italien intitulé « Parteòlla » (voir la liste des auteurs).